# 로버트 베일스
로버트 베일스(Robert Bales, 1973년 6월 30일 ~ )는 아프가니스탄에서 발생한 칸다하르 학살의 범인으로 알려져 있는 미국 육군의 부사관이다.
2012년 3월 11일 아프가니스탄 남부에 있는 칸다하르주에 사는 17명의 아프가니스탄 국적의 민간인이 살해되었고, 베일스 하사가 범행을 자백했다. 3월 23일, 미국 정부는 베일스를 17건의 살인 혐의와 6건의 살인 미수 혐의로 입건, 가석방 없는 종신형을 선고받고 캔자스주 포트 레번워스에 구금되어 있다.